# 山越
山越（さんえつ）とは、古代中国の異民族、不服従民である。揚州丹陽郡周辺を本拠とし、同地を領有した孫策・孫権、及び彼らの興した呉に対してしばしば反乱を起こした。

## 主な人物

### 後漢末期
- 厳虎（げん こ）：山越の頭目とも。孫策により討伐された。
- 彭虎（ほう こ）：山越の頭目。董襲・凌統・歩騭・蔣欽らに討伐された。
- 潘臨（はん りん）：会稽郡の山越の頭目。長きに渡り服従せずにいたが、陸遜の討伐を受けると降伏した[1]。
- 費桟（ひ さん）・尤突（ゆう とつ）：いずれも山越族の頭目。216年、曹操から印綬を与えられ、丹陽郡で孫権に反乱を起こした。しかし陸遜・賀斉により討伐され、費桟と尤突は殺害された。

### 三国時代
- 黄乱（こう らん）：山越の頭目。242年に建安郡・鄱陽郡・新都郡の山越族を率いて呉に反乱を起こす。しかし、鍾離牧に討伐され降伏し、配下の兵士は呉の兵役に組み込まれた。
- 陳毖（ちん ひ）：山越の反乱民。255年に零陵郡で呉に反乱を起こし、陸凱により斬首された。